# 페루남부노랑어깨박쥐
페루남부노랑어깨박쥐 또는 작은노랑어깨박쥐(Sturnira nana)는 주걱박쥐과(신세계잎코박쥐과)에 속하는 박쥐의 일종이다. 페루와 에콰도르의 토착종이다. 서식지 감소로 위협을 받고 있다.

## 분류학 및 어원
1970년에 수집된 한 점의 표본에 기초하여 1971년에 기술되었다. 노랑어깨박쥐의 일종이다. 페루남부노랑어깨박쥐의 계통은 바이덴테이트노랑어깨박쥐(S. bidens)를 제외하고, 노랑어깨박쥐속의 다른 종들의 기저 분류에 속한다. 노랑어깨박쥐속의 기저 계통 분류군(S. nana, S. bidens, S. aratathomasi)은 마이오세 후기(520~810만년 전) 동안에 노랑어깨박쥐속의 다른 종들로부터 분기되었다. 그래서 초기에는 코르비라 아속(Corvira)으로 분류되었고, 이 분류 등급은 현재 노랑어깨박쥐속의의 이명으로 간주되고 있다. 종소명 "나나(nana)"는 "난쟁이"를 뜻하는 라틴어 "나나(nāna)"에서 유래했다. 사실상 노랑어깨박쥐속 중에서 가장 작은 종으로 초기 기술에서 여러번 언급되었다.

## 특징
노랑어깨박쥐속에서 가장 작은 박쥐로, 전완장이 34.2~35.7mm이다. 꼬리 길이는 약 51mm, 뒷발 길이는 10mm, 귀는 13mm이다. 바이덴테이트노랑어깨박쥐처럼, 협골궁이 두껍거나 불완전한 형태를 띤다. 등의 털은 진한 회색빛 갈색인 반면에 배 쪽은 연한 색을 띤다. 각각의 털은 4가지 색의 띠가 있는 데, 바닥부터 털 끝까지 흰색과 갈색, 연한 은빛 갈색 그리고 다시 갈색을 띤다. 배 쪽은 마지막의 갈색 띠가 없다. 앞팔은 등 쪽 표면에 털이 덮여 있다. 노랑어깨박쥐속의 다른 종에서 발견되는 어깨의 분비선이 없다. 잎코는 길고 좁다.

## 분포 및 서식지
모식산지는 페루 아야쿠초 주이다. 2011년 보고서에서 2009년 4월 에콰도르 남부에서 9마리의 개체가 포획되었다는 인용이 발표되기 전에는 페루 밖에서 발견된 적이 없었다. 해발 1430~1670m 높이에서 서식하는 것으로 보고된다. 지금까지는 안데스 산맥 동부 가장자리를 따라서만 발견되고 있다. 서식지에 낮은 고도의 산지림과 개간지 가장자리가 포함된다.

## 보전 상태
현재 국제 자연 보전 연맹(IUCN)이 "멸종위기종"으로 분류하고 있다. 종이 서식하는 면적이 500km2보다 작고, 서식지가 겨우 두 곳에 불과하며 극심한 서식지 감소를 겪고 있으며, 분포 지역이 심각하게 파편화되고 있기 때문에 멸종위기종에 대한 기준을 충족하고 있다. 2013년 국제 박쥐 보존 연맹이 전 세계 우선 보존 목록 35종의 하나로 이 종을 지정했다.